# Tiko
Roberto Martínez Rípodas (Pamplona, España, 15 de septiembre de 1976), conocido como Tiko, es un exfutbolista español que jugaba de centrocampista. Desarrolló casi toda su carrera en el Athletic Club después de haber comenzado en CA Osasuna.
Tenía un potente disparo de larga distancia, el cual era apodado tikotazo. Con el Athletic Club logró once goles con disparos desde fuera del área, además de otros cuatro tantos de falta directa.

## Trayectoria
Tiko se formó en las categorías inferiores del CA Osasuna desde los siete años de edad. A los 15 años se marchó al CD Oberena, donde pasó tres temporadas antes de volver al club rojillo en 1994.El 10 de mayo de 1997 debutó en Segunda División, con Osasuna, ante el Badajoz CF donde consiguió el gol de la victoria en el descuento, contribuyendo así a lograr una histórica permanencia bajo las órdenes de Enrique Martin Monreal. Con el club navarro disputó 41 partidos en los que marcó ocho goles. 
El 12 de agosto de 1999 disputó un partido amistoso contra el Athletic Club en el que Osasuna venció 2-1. En el club vasco jugaba un joven Pablo Orbaiz, flamante fichaje procedente de Osasuna, pero Luis Fernández decidió que Pablo permaneciera un año más en el club navarro y, a cambio, Tiko fuera cedido al club rojiblanco. Debutó en Primera División el 12 de octubre de 1999, en el partido Málaga 3-4 Athletic. El 29 de diciembre de 1999, el Athletic pagó 150 millones de pesetas por su fichaje. El 27 de febrero anotó su primer gol en el empate a dos ante el Málaga. A pesar de ello, en sus dos primeras temporadas fue suplente habitual y rondó los 1000 minutos por temporada. 
El 26 de agosto de 2001 marcó su primer gol en el derbi vasco en Anoeta (1-3) con un disparo con rosca desde fuera del área. El 9 de enero de 2002 anotó su primer doblete como rojiblanco ante el Villarreal en Copa (0-2). El 12 de enero marcó dos goles en la victoria ante la Real Sociedad (2-1) con sendos disparos desde fuera del área, el segundo de ellos tras golpear en el larguero. El 16 de febrero de 2002 anotó en la victoria ante el Real Madrid (2-1) con un potente zurdazo dirigido a la escuadra. Finalizó la temporada 2001-02 con 39 partidos y once goles (siete en Liga y cuatro en Copa), en gran parte, gracias a su potente disparo al que se le apodó tikotazo. Tras una temporada con dos goles y muchas suplencias, en la temporada 2003-04 volvió a decidir un derbi vasco (1-0) con un disparo lejano, fue el 27 de septiembre de 2003. Acabó la temporada 2003-04 con 30 partidos y seis goles. El 22 de enero de 2005 anotó el gol del empate en la histórica remontada a Osasuna (4-3). El 9 de abril de 2005 marcó su quinto gol en un derbi vasco con un potente remate con la pierna izquierda. Acabó la temporada 2004-05 con 41 partidos y tres goles. 
El 12 de marzo de 2006 anotó de penalti, ante el Cádiz en el minuto 96, un gol muy importante para obtener la permanencia. En la temporada 2005-06 perdió su condición de titular y apenas disputó 1.100 minutos en 32 partidos. El 8 de octubre de 2006 sufrió una rotura de ligamentos cruzados, en un amistoso ante Cataluña. En sus dos últimas temporadas apenas pudo disputar cinco partidos en cada una. En verano de 2008 fue cedido a la SD Eibar. En el club armero tuvo problemas de espalda que le impidieron tener continuidad. En julio de 2009, tras 230 partidos y 26 goles, se confirmó su marcha del Athletic Club y su posterior retirada.
En 2015 se incorporó al cuerpo técnico del Bilbao Athletic. A partir de 2016 se convirtió en ayudante de Ander Alaña, llegando a entrenar al CD Basconia en la 2017-18. En 2019 dejó de ser ayudante de Alaña para realizar labores de atención personalizas a los jóvenes futbolistas de la cantera del Athletic Club junto a Carlos Gurpegui. En 2021 abandonó el club rojiblanco tras seis temporadas.

## Selección nacional
Fue internacional con la selección de fútbol de España en una ocasión. Debutó el 27 de marzo de 2002 en el partido Holanda - España (1-0), con gol de Frank de Boer.
Jugó en tres ocasiones con la Euskal Selekzioa entre 2003 y 2006.

## Clubes
| Club              | País   | Año       |
| ----------------- | ------ | --------- |
| Osasuna B         | España | 1995-1996 |
| Osasuna           | España | 1996-1999 |
| Athletic Club     | España | 1999-2009 |
| SD Eibar (cedido) | España | 2008-2009 |

## Vida personal
Es sobrino de los futbolistas Francisco Mina y Patxi Rípodas, que jugaron en Osasuna en la década de los ochenta.

## Curiosidades
- El 4 de agosto de 2002 marcó el primer gol de la historia en el King Power Stadium.[29]
- Disputó once derbis vascos ante la Real Sociedad en los que anotó cinco goles.
- El 4 de mayo de 2003 se negó a saltar al campo de El Sadar debido a los pitos.[30]